# God Bless America
Pour l’article homonyme, voir God Bless America (film).
Pour le film canadien de 2006, voir Que Dieu bénisse l'Amérique.
God Bless America est une chanson patriotique américaine, composée par Irving Berlin en 1918, qui en fait une seconde version en 1938 et reste chantée jusqu'à nos jours aux États-Unis.

## Historique

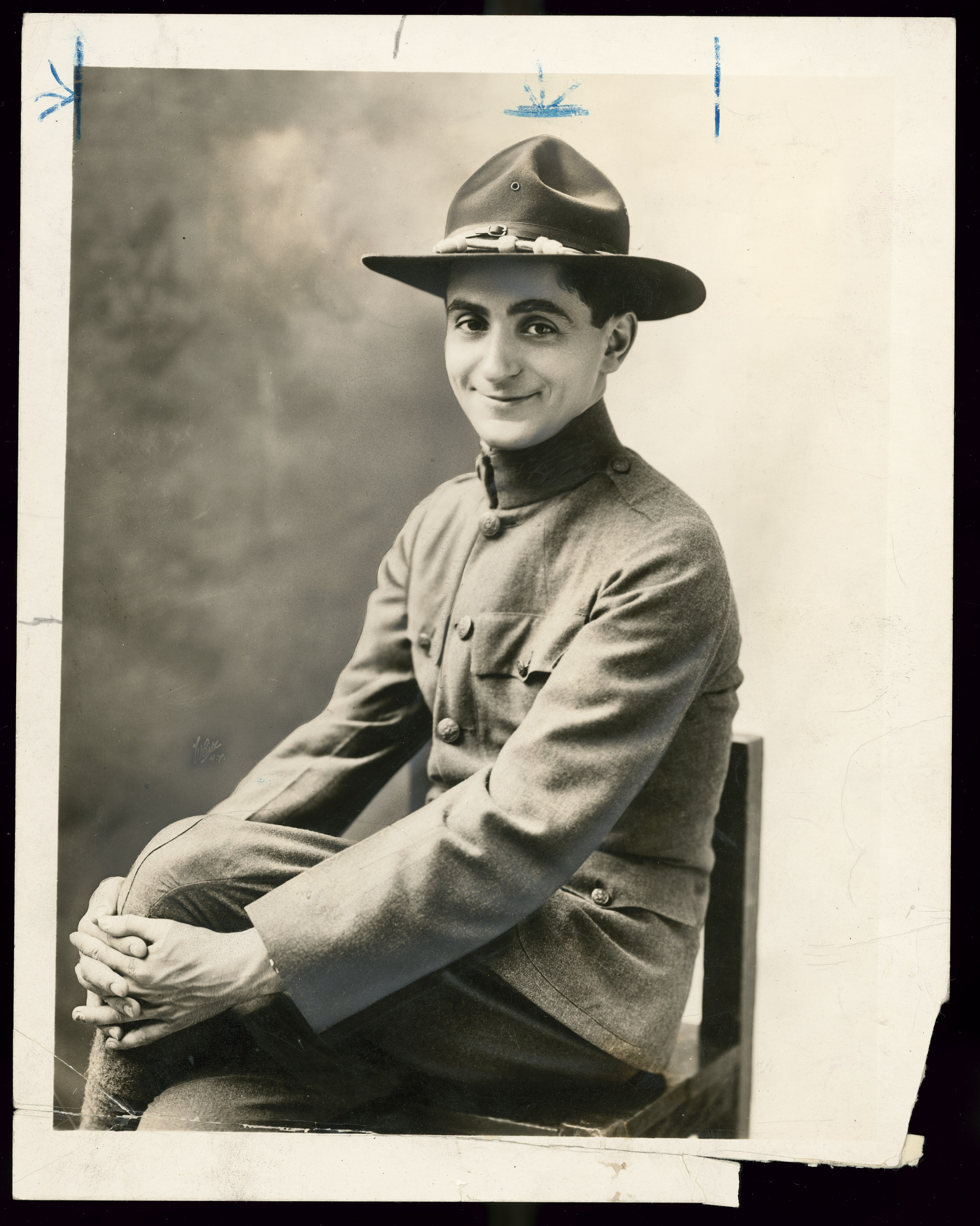
Le sergent Irving Berlin lors du premier conflit mondial, quand il écrivit God Bless America, 1918

En 1918, Irving Berlin s'engage dans l'armée américaine et est affecté au 152d Depot Brigade (United States) (en) de Camp Upton à Yaphank ; il y organise une revue musicale exécutée par des soldats.
Dans sa revue intitulée Yip Yip Yaphank, figure la chanson God Bless America qu'Irving a composée - « un hommage à la mère de Berlin qui disait souvent « que Dieu bénisse l'Amérique », car c'était selon elle la seule terre au monde où les siens (les Juifs) pouvaient vivre dans des conditions décentes. »

Affiche de propagande de lOffice of War Information, Bureau of Special Services, 1943-45

A l'occasion du 20eanniversaire de l'Armistice de 1938, Berlin en fait une seconde version remaniée pour la chanteuse Kate Smith. Son succès est instantané.

« Pour moi, dit Berlin, God Bless American n'était pas seulement une chanson mais l'expression de mon sentiment envers le pays auquel je dois ce que j'ai et ce que je suis ». Plus tard, sa fille Mary Ellin Barrett confirme que la chanson a été conçue comme l'expression de la profonde gratitude de son père à la nation pour simplement « permettre » à lui, un juif russe persécuté, un émigré élevé dans la pauvreté, de devenir un auteur et compositeur à succès. Les premiers vers de la chanson sont en effet : 
« Alors qu'au-delà de l'océan s'amassent les nuages de la tempête
Jurons allégeance à un pays libre
Soyons reconnaissants pour une patrie si juste »
Devant le succès immédiat de God Bless America, Berlin décide en 1940 que tous les revenus liés à la chanson seront versés aux organismes de scouts et d'éclaireuses auxquelles sa femme Ellin était liée et pour ce faire, crée la God Bless America Foundation ; les fédérations de scoutisme recevront ainsi des millions de dollars,.
« En 1942, Berlin écrit une comédie musicale, This Is the Army, présentée sur Broadway et où est évoquée la prestation de Kate Smith. L'année suivante, un film portant le même titre est réalisé » où « encore une fois, God Bless America est à l'honneur ». A cette époque, un mouvement réclame que la chanson d'Irving Berlin devienne l'hymne national mais cela n'aboutit pas.

### L'appropriation politique
Le manque de précision des paroles fait qu'il est difficile d'identifier le je dans « la terre que j'aime », qui dit que l'Amérique est « ma maison douce », dans quelle direction le pays doit-il être guidé, qui est le Dieu invoqué ? cela permet à différents courants politiques ou religieux de s'emparer de ce chant pour en faire un hymne de rassemblement, une bannière musicale, cela malgré les souhaits d'Irving Berlin qui avait écrit en 1940 : « nul parti politique n'a de droits exclusifs sur God Bless America.... »
Dans les années 1940 et 1950, God Bless America est utilisé aussi bien par des mouvements ouvriers, que par des mouvements anti-communistes, mais dans les années 1960, il est chanté par les militants afro-américains des droits civiques. À partir de ces années, la chanson est enregistrée et lors de la guerre de Viêt Nam, God Bless America devient l'hymne des patriotes pro-guerre, un anti We Shall Overcome. Elle est également reprise lors de compétitions sportifves aux États-Unis, en remplacement du solennel hymne officiel américain (The-Star-Spangled-Banner) rédigé lors de la guerre anglo-américaine de 1812, alors peu en vogue à l'époque des hippies.
En mai 1973, le président Richard Nixon et Irving Berlin ont fait chanter la foule sur God Bless America lors d'un dîner d'État pour les prisonniers de guerre récemment rentrés du Viet Nam. Avec la présidence de Ronald Reagan God Bless America devient un hymne utilisé plus particulièrement par les Américains conservateurs.
Par la suite, God Bless America continue néanmoins à être une chanson emblématique, une sorte d’hymne patriotique officieux des États-Unis, jouée ou chantée à maintes occasions.

En 1954, Irving Berlin reçut une Médaille d'or du Congrès des mains du président Dwight D. Eisenhower pour sa contribution à la chanson. 

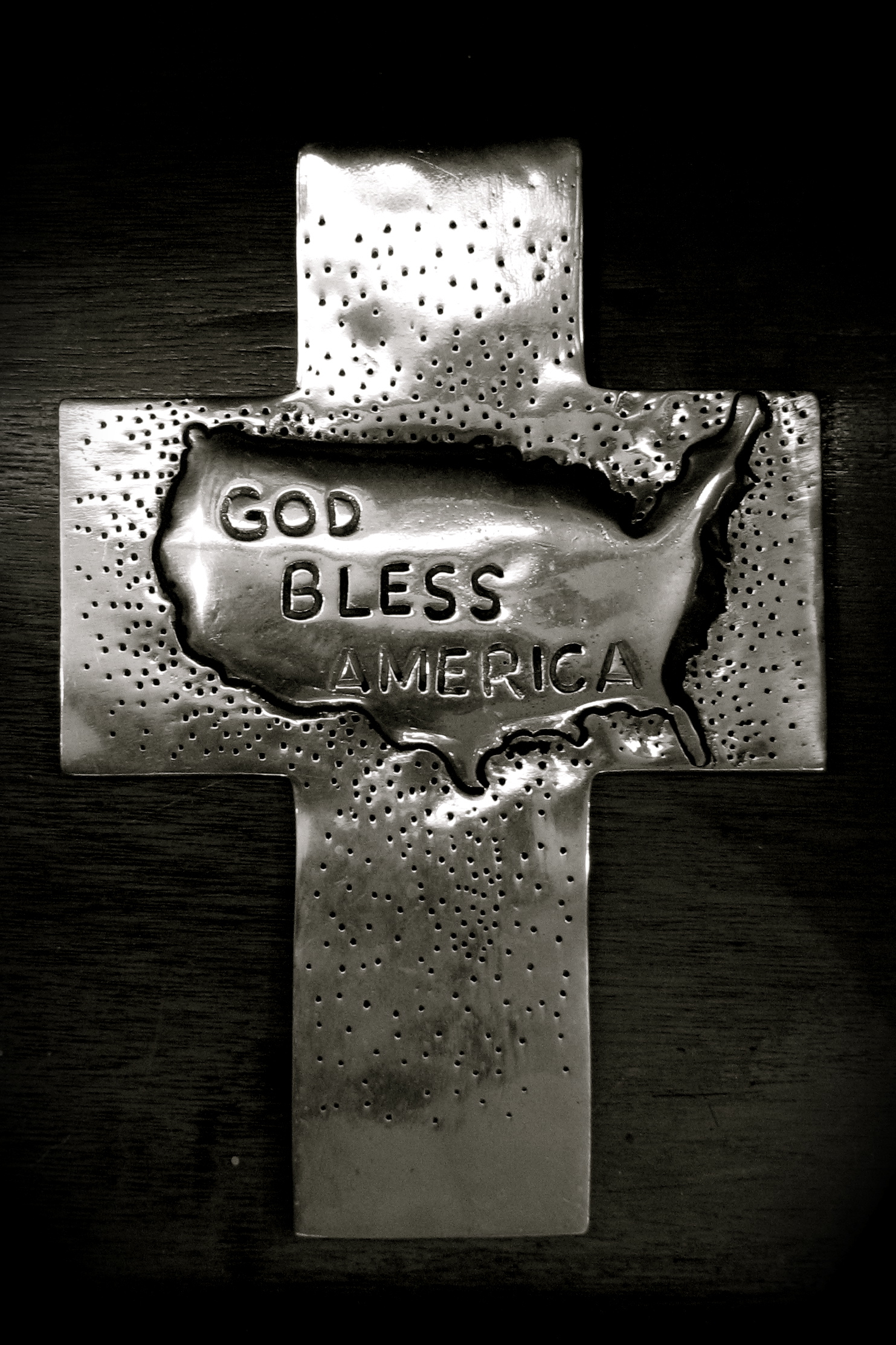
Croix à Monterey
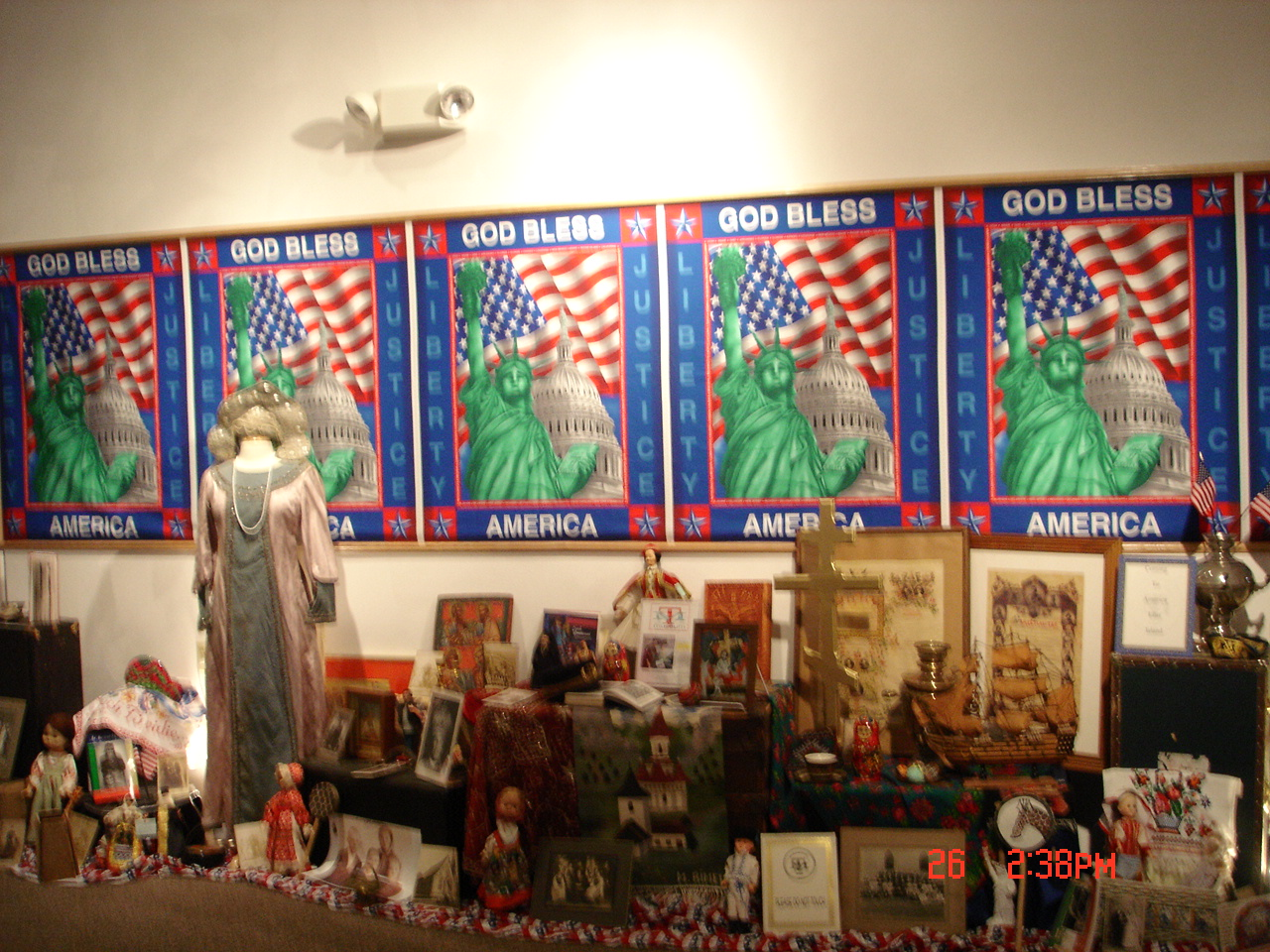
Affiches au monastère Saint-Tikhon à Moscou
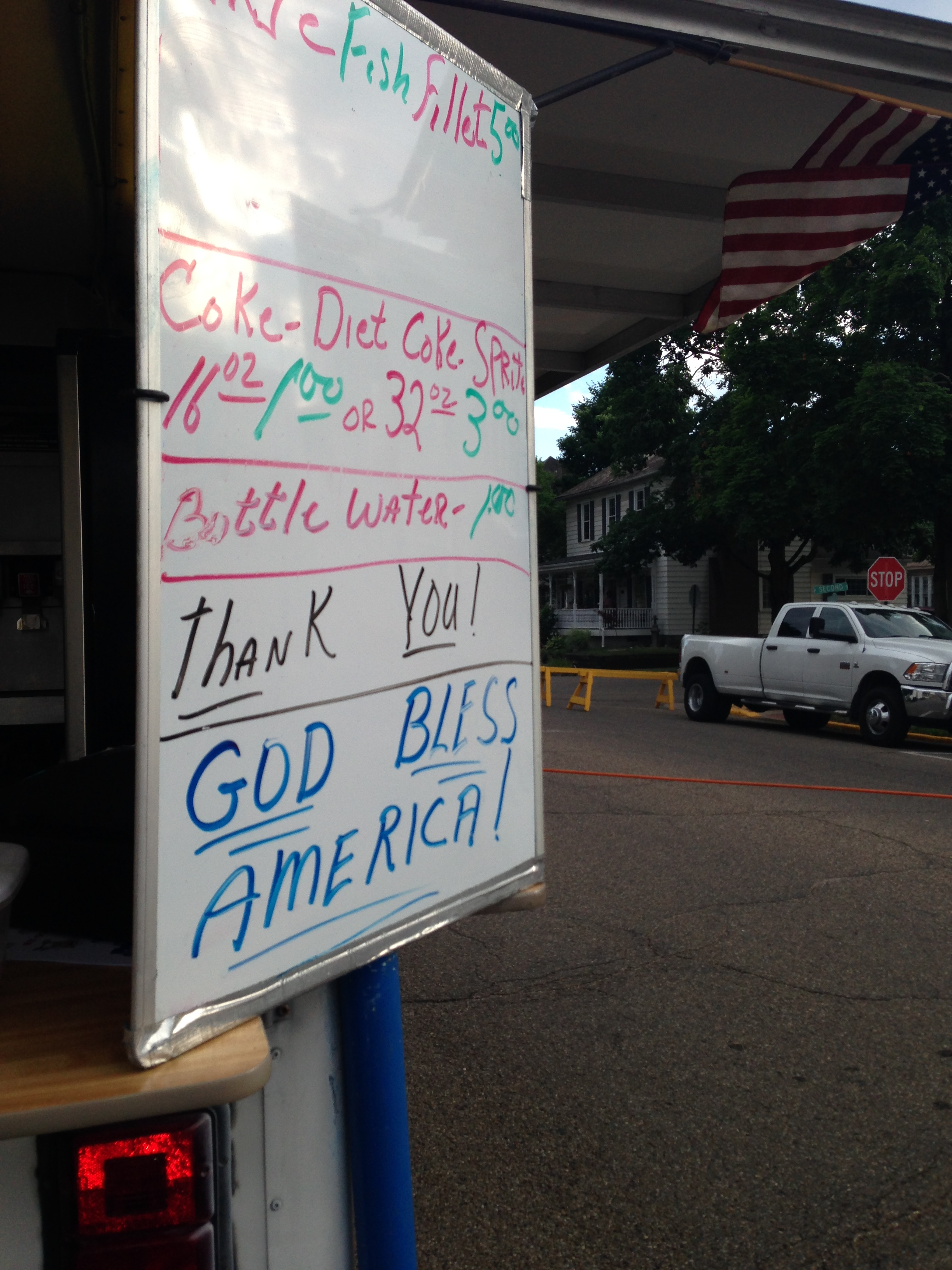
Tableau commercial lors d'un festival de musique à Logan, Ohio
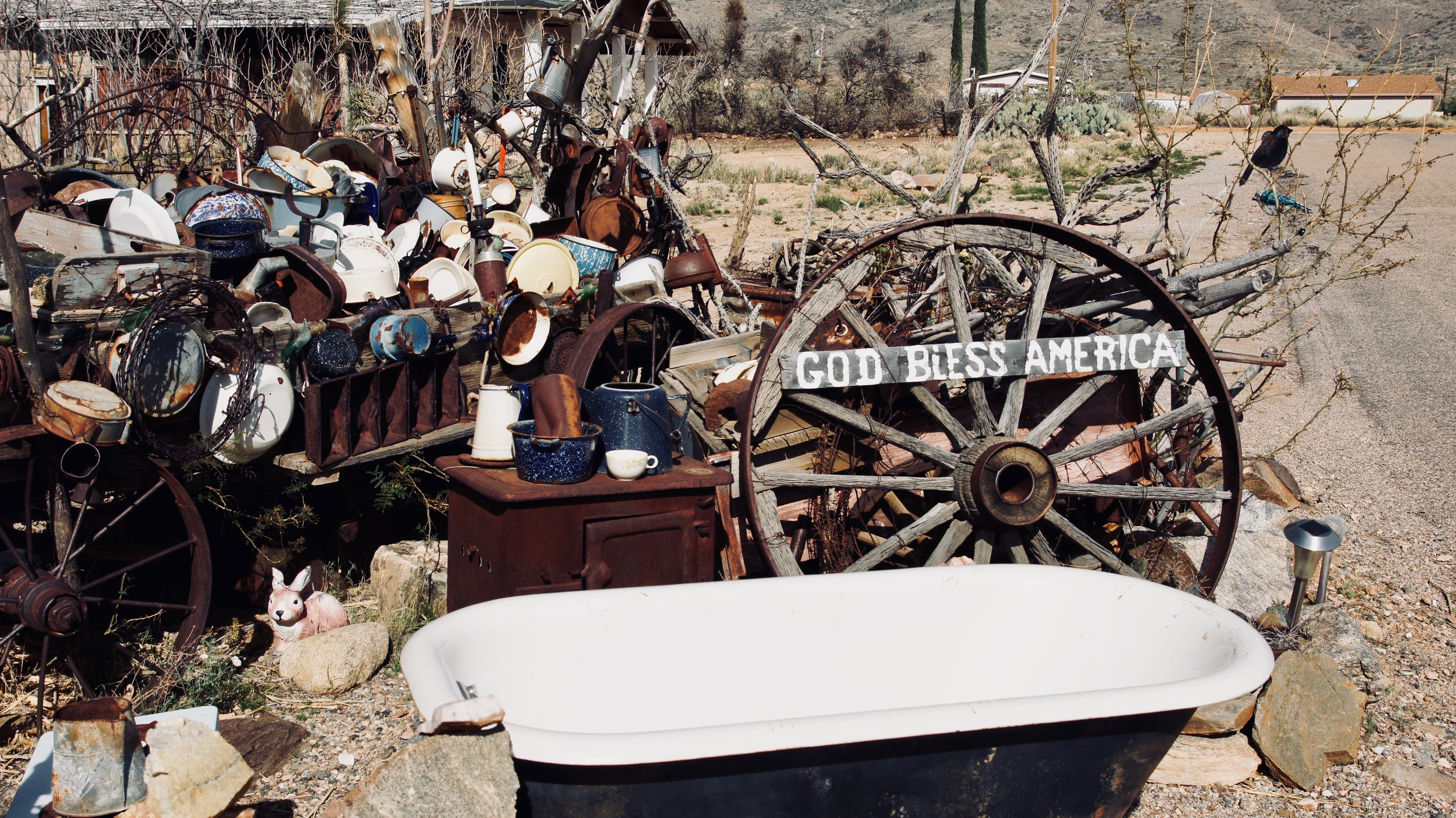
Décharge à Chloride en Arizona
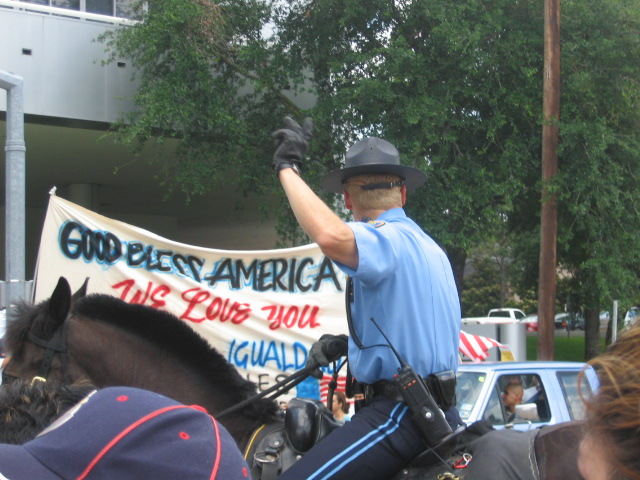
Lors d'une manifestation anti-immigrants

### Distinctions
La version enregistrée par Kate Smith reçoit en 1982 le Grammy Hall of Fame Award. En 2002, elle est inscrite au registre national des enregistrements (National Recording Registry) de la bibliothèque du Congrès à Washington.

## Paroles (1938)
| Texte original | Traduction française |
| --- | --- |
| Partie parlée : While the storm clouds gather far across the sea, Let us swear allegiance to a land that's free, Let us all be grateful for a land so fair, As we raise our voices in a solemn prayer. Partie chantée : God bless America, land that I love, Stand beside her, and guide her, Through the night with a light from above, From the mountains, to the prairies, To the oceans, white with foam, God bless America, my home sweet home, God bless America, land that I love, Stand beside her, and guide her, Through the night with a light from above, From the mountains, to the prairies, To the oceans, white with foam, God bless America, my home sweet home, God bless America, my home sweet home! | Partie parlée : Alors qu'au-delà de l'océan s'amassent les nuages de la tempête, Jurons allégeance à un pays libre, Soyons reconnaissants pour une patrie si juste, En élevant nos voix dans une prière solennelle. Partie chantée : Dieu, bénis l'Amérique, la terre que j'aime, Tiens-toi à ses côtés et guide-la, À travers la nuit d'une lumière céleste, Des montagnes aux prairies, Jusqu'aux océans, blancs d'écume, Dieu, bénis l'Amérique, mon doux foyer, Dieu, bénis l'Amérique, la terre que j'aime, Tiens-toi à ses côtés et guide-la, À travers la nuit d'une lumière céleste, Des montagnes aux prairies, Jusqu'aux océans, blancs d'écume, Dieu, bénis l'Amérique, mon doux foyer, Dieu, bénis l'Amérique, mon doux foyer ! |